# Scuola Internazionale Superiore di Studi Avanzati
A Scuola Internazionale Superiore di Studi Avanzati (SISSA) é um instituto de pesquisa internacional com financiamento estatal localizado em Trieste, Itália.
O SISSA atua nas áreas de matemática, física e neurociência, oferecendo cursos de graduação e pós-graduação. A cada ano cerca de 70 alunos de doutorado são admitidos no SISSA, com base em suas qualificações científicas. O SISSA também oferece programas de mestrado nas mesmas áreas, em colaboração com universidades italianas e outras universidades europeias.